# Piptadenia foliolosa
Piptadenia foliolosa är en ärtväxtart som beskrevs av George Bentham. Piptadenia foliolosa ingår i släktet Piptadenia och familjen ärtväxter. Inga underarter finns listade i Catalogue of Life.